# Баланитис
Баланитис је једна од инфективних болести мушких гениталија, која се карактерише упалом главића мушког полног уда (пениса). Како је баланитис често удружен са поститисом или  упалом унутрашњег дела препуцијума, односно коже која штити главић, у пракси се због захваћеност обе структуре чешће користи назива  баланопоститис.
Болест настаје као последица лошег одржавања хигијене гениталија, која погодује размножавању бактерија, вируса и гљивица у условима топле и влажне средине у којој се испод одеће, већи део дана, налази полни уд. Баланитис се може јавити и као последица других бројних болести и стања који погодују размножавња наведених микроорганизама (нпр шећерна болест, инфекције мокраћних канала, сексуални однос која болује од полно преносивих болести, итд).
Чешћи се јавља код необрезаних мушкараца, због лошијих услова одржавања хигијене, или након полног односа или самозадовољавања, када је главић уда изложен иритацији и упалама. Неретко, узрок баланитиса остаје неоткривен.
Клиничка слика баланитиса карактерише се црвеном бојом коже која је натечена и болно осетљива на додир, а понекад и сврби. 

## Епидемиологија
Баланитис се на глобалном нивоу јавља код 3-11% мушкараца. 
Смртност није директно повезана са баланитисом, а морбидитет је у корелацији са компликацијама фимозе
Међу одраслим пацијентима појава баланитиса нпр. у Америци, два пута је чешћа у црнаца и особа хиспано порекла. Ово може бити повезано са различитом стопом обрезивања.
Баланитис може да се јави код мушкараца у било ком животном добу, а његова етиологија је различита у зависности од старости болесника.

## Етиологија
Инфекцијаом изазван баланитис
Упала главића пениса могу да узрокују следећи инфективни етиолошки фактори;
- Кандидијазом, гонококом или хламидијом изазваног уретритиса,[6]
- Меки чир или меки шанкра (лат. ulcus molle), полно преносива болест, изазване бацилом (лат. Haemophilus ducreyi), која се карактерише болним, упорним, неправилним, гнојним раницама (чиревима) на гениталне, и болним, гнојним регионалним лимфним жлездама.
- Трихомонијаза
- Херпес
- Шуга или скабијес
- Примарна или секундарни сифилис.[7]

Неинфективни баланитис
У неинфективне узроке баланитиса спадају:
- Реактивни артритис, који узрокује плитке, безболне ранице (чиреве) главића
- Кожни осипи на лекове
- Контактни дерматитис
- Псоријаза, лихен планус,[8] себороични дерматитис,
- Баланитис ксеротика облитеранс и еритроплазија.[9][10]

Баланитис као последица фимозе
Баланитис се често јавља код особа са фимозом која омета правилно одржавање хигијене. Излучевине испод препуцијума се у таквим условима инфицирају анаеробним бактеријама па долази до запаљењске реакције. Шећерна болест погодује појави баланитиса.
|  |  |  |

## Клиничка слика
У клиничкој слици доминирају следећи симптоми:
- Црвенило и оток препуцијума пениса,
- Свраб и оток
- Појава осипа на главићу пениса,
- Непријатан мирис, током пражњења,
- Болна осетљивост пенис и његове кожица на додир.[14]

## Терапија
Код болесника са баланитисом могу се применити следеће врсте терапије: 
- Једном дневно спроводити лагано увлачење препуцијума у топлој води, ради прање и чишћење кожице и главића уда.
- Код деце и одраслих могу се применити благи кератолитици, антигљивична средства. Наиме, код деце старије од 3 године 2 месеца може се применити, након превлачења препуцијума уда благо наношење 0,05% бетаметазон два пута дневно. Успех ове терапије (у распону од 65-95%), највише се уочава код мушке деце старије од 10 година, у поређењу са децом од 3 до 10 године ћивота.
- Примена стероида има само ограничен резултат код пацијената са неким облицима умереног до тежег облика баланитиса,[15] а код облитерирајућег баланитиса (лат. balanitis xerotica obliterans) уочена је учесталија појава ожиљака на препуцијума.[16]
- Код рекурентних случајевима 1% пимекролимус крема може се применити уместо стероида, са стопом успешности до 64%.[17]
- Ако је доказана бактеријска инфекција, може се применити бацитрацин.
- Код инфекције кандидом албиканс одраслих мушкараца, може се применити клотримазол
- Код компликованих случајева обавезно узети брис, и након изоловања узрочника, инфекцију тертирати одговарајућим антибиотицима (најбоље првом генерацијом цефалоспорина).
- У студија спроведеној код 1.185 дечака утврђено је да је флутиказон проприонат у концентрацији од 0,05% ефикасан и безбедан лек за лечење фимозе, у 91,1% пацијената.[18]